# Eurytoma subfusca
Eurytoma subfusca är en stekelart som beskrevs av Bugbee 1945. Eurytoma subfusca ingår i släktet Eurytoma och familjen kragglanssteklar. Inga underarter finns listade i Catalogue of Life.